# HD 93662
HD 93662，又名CP-56 3821，SAO 238480、HR 4226，是一颗恒星，视星等为6.36，位于銀經286.87，銀緯1.49，其B1900.0坐标为赤經10h 43m 37.4s，赤緯-56° 1.49′ 23″。